# Moulay Yaâcoub
Moulay Yaâcoub (en àrab مولاي يعقوب, Mūlāy Yaʿqūb; en amazic ⵎⵓⵍⴰⵢ ⵉⵄⵇⵓⴱ) és un municipi de la província de Moulay Yaâcoub, a la regió de Fes-Meknès, al Marroc. Segons el cens de 2014 tenia una població total de 4.612 persones.